# Demòcrates pel Canvi per a Guinea Equatorial
Demòcrates pel Canvi per a Guinea Equatorial (DECAM), és una coalició de formacions polítiques d'oposició al règim de Teodoro Obiang a Guinea Equatorial, coordinada pel professor Justo Bolekia Boleká, presentada el gener de 2005.
El juny de 2005 el Govern de Guinea Equatorial en l'Exili i la coalició DECAM van signar un acord de col·laboració.

## Grups i partits integrats en la coalició DECAM
- ANRD: Aliança Nacional per a la Restauració Democràtica.
- APGE: Acció Popular de Guinea Equatorial.
- ASOPGE-LLIURE: Associació de Periodistes de Guinea Equatorial.
- FDR: Força Demòcrata Republicana.
- FLPGE: Front d'Alliberament del Poble de Guinea Equatorial.
- FOJA: Front Organitzat de les Joventuts Africanes.
- FSGE: Fòrum Solidari per Guinea Equatorial.
- MAIB: Moviment per a l'Autodeterminació de l'Illa de Bioko.
- PL: Partit Liberal de Guinea Equatorial.
- PRGE: Partit Reformista de Guinea Equatorial.
- UDDS: Unió per a la Democràcia i el Desenvolupament Social.
- UR: Unió Republicana.
- VIYIL-MADRID: Associació VIYIL (Illa d'Annobón).